# Ridill
Dans la mythologie nordique, Ridill est une épée magique. 
Sur les conseils de Regin, Siegfried tue Fáfnir, le frère aîné de Regin meurtrier de leur père Hreiðmarr, et s'empare de son trésor. Sigurd (dans la Völsunga saga) ou Regin (selon l'Edda poétique).
A noter que dans la Skáldskaparmál l'épée de Regin est nommée plutôt Refil.